# Pooja Sharma
Pooja Sharma (Delhi, 7 de juliol de 1996) ha creat una ONG anomenada Bright The Soul Foundation, que treballa per al benestar de les comunitats marginades, amb l'objectiu d'inspirar i empoderar les persones. Al desembre de 2024 ha estat escollida una de les 100 Dones de la BBC.
Després d'haver presenciat al març de 2022 la mort del seu germà gran, brutalment assassinat en una disputa menor, i haver de veure com no hi havia ningú per fer-li l'acompanyament funerari, ella, lligant-se un turbant al cap, va dur a terme els darrers ritus per a ell. Aquesta experiència va conformar la seva decisió d'ajudar els que moren sols, oferint-los dignitat en la mort, i transformant així el ritual de l'acompanyament en la mort i en el dol. En els últims tres anys Pooja Sharma s'ha dedicat a fer els ritus funeraris per a milers de cossos no reclamats a Delhi. I per aquest motiu ha hagut d'encarar-se amb l'hostilitat i l'oposició de la seva comunitat i dels sacerdots, per tal com aquesta ha estat, també en l'hinduisme, una tasca fins ara reservada als homes. Tot i així, ha defensat el dret de donar a tothom la dignitat que es mereix, també en el moment de la mort; i ha prestat aquest servei també a persones d'altres confessions religioses, de qualsevol casta o cultura.
Sharma té un màster en treball social i treballava fins ara com a assessora del Sida a l'Hospital Safdarjung, de Delhi, però ha deixat aquesta feina per dedicar-se en temps complet al que considera la seva missió. Ha rebut des del primer moment el suport econòmic de la seva àvia, que te una pensió del govern, i del seu pare, que és conductor al metro de la ciutat. Ella mateixa hi ha dedicat els seus estalvis i, darrerament, ha començat a trobar suport econòmic en algunes persones.
La seva oenagè, Bright The Soul Foundation, es dedica a atendre les persones amb més dificultats. Així, facilita suport a la vellesa i protecció a la infància abandonada, a qui facilita l'educació necesària. També vetlla pel benestar ambiental i aporta articles de primera necessitat a qui els necessita.
La seva feina ha obtingut un reconeixement generalitzat, i ha cridat l'atenció sobre la resposta compassiva i resilient de les dones davant les dificultats i els reptes del món actual. Pooja Sharma té el seguiment de 350.000 persones a les xarxes socials, amb qui comparteix la seva tasca.